# Дюпейрон, Франсуа
Франсуа Дюпейрон (фр. François Dupeyron; 14 августа 1950, Тартас, Франция — 25 февраля 2016) — французский кинорежиссёр, сценарист и оператор. Окончил IDHEC. Начиная с 1977 года, снял 17 фильмов как режиссёр. Дважды, в 1985 и 1989 годах, получал премию «Сезар» в категории за лучший короткометражный фильм. Его фильм «Палата для офицеров» участвовал в конкурсной программе Каннского кинофестиваля в 2001 году.

## Биография
Окончил французский институт кинематографических искусств (ИДЕК. Был одним из основателей, вместе с Мирей Абрамовиси, Жан-Дени Бонан, Ричардом Копанс и Ги Патриком Сайндеричайн, коллектива (1973—1976).
На Каннском кинофестивале 2009 года получил «Приз Франции Культура Кино» награду личности фильма за качество его работы или в силу своего обязательства. Таким образом, они пять получили: Ален Кавалье (2006), Рити Пан (2007), Сандрин Боннэр (2008), Франсуа Дупейрон (2009) и Ронит Элькабтес (2010).
Был спутником жизни актрисы Доминик Фейсз, которая снялась в нескольких его фильмах.
Являлся автором сценариев всех своих фильмов, кроме фильма «Трезор», работу над которым он продолжил после смерти Клода Берри. Он также является соавтором трех сценариев: с Николь Гарсиа в 1994 году для фильма «Любимый сын», с Фредерик Обертин и Жераром Депардьё в 1999 году для фильма «Мост между двумя берегами», с Ив Анжело в 2015 году «Ближе к солнцу».

## Фильмография

### Режиссёр
- 1988 — Странное место для встречи / Drôle d'endroit pour une rencontre
- 1991 — Сердце, которое бьётся / Un coeur qui bat
- 1994 — Машина / La Machine
- 1996 — Любовь должна быть придумана заново / L'@mour est à réinventer
- 1999 — Что есть жизнь? / C'est quoi la vie?
- 2001 — Палата для офицеров / La chambre des officiers
- 2003 — Месье Ибрагим и цветы Корана / Monsieur Ibrahim et les fleurs du Coran
- 2004 — Ингелези / Inguélézi
- 2008 — Помоги себе сам, тогда Бог тебе поможет / Aide-toi, le ciel t'aidera
- 2009 — Трезор / Trésor
- 2013 — Один в своём роде / Mon âme par toi guérie

### Сценарист
- 1991 — Сердце, которое бьётся / Un coeur qui bat
- 1994 — Машина / La Machine
- 1994 — Любимый сын / Le fils préféré
- 1996 — Любовь должна быть придумана заново / L'@mour est à réinventer
- 1998 — Сперва постарайся / Prima e dopo la cura
- 1999 — Мост меж двух берегов / Un pont entre deux rives
- 1999 — Что есть жизнь? / C'est quoi la vie?
- 2001 — Палата для офицеров / La chambre des officiers
- 2003 — Месье Ибрагим и цветы Корана / Monsieur Ibrahim et les fleurs du Coran
- 2004 — Ингелези / Inguélézi
- 2006 — Маленькие секреты / Perl oder Pica
- 2008 — Помоги себе сам, тогда Бог тебе поможет / Aide-toi, le ciel t'aidera
- 2013 — Один в своём роде / Mon âme par toi guérie
- 2015 — Как близко к солнцу / Au plus près du soleil